# Orthochème
Cet article court présente un sujet plus développé dans : Classification de Folk et Cimentation (géologie).
Orthochème (Orthochem en anglais) est un terme géologique d'origine anglo-saxonne introduit par  Robert Folk dans sa classification des roches carbonatées  pour décrire le ciment (sous forme de micrite ou de sparite) ayant précipité dans le bassin de sédimentation,,. Les orthochèmes sont, selon Folk, les constituants ortho-chimiques de ces roches ; l'autre composant étant les allochèmes (les grains).
Le mot a été construit à partir du grec ortho = droit ou correct , et de l'anglais chemical = chimie.